# 星野リゾート トマム

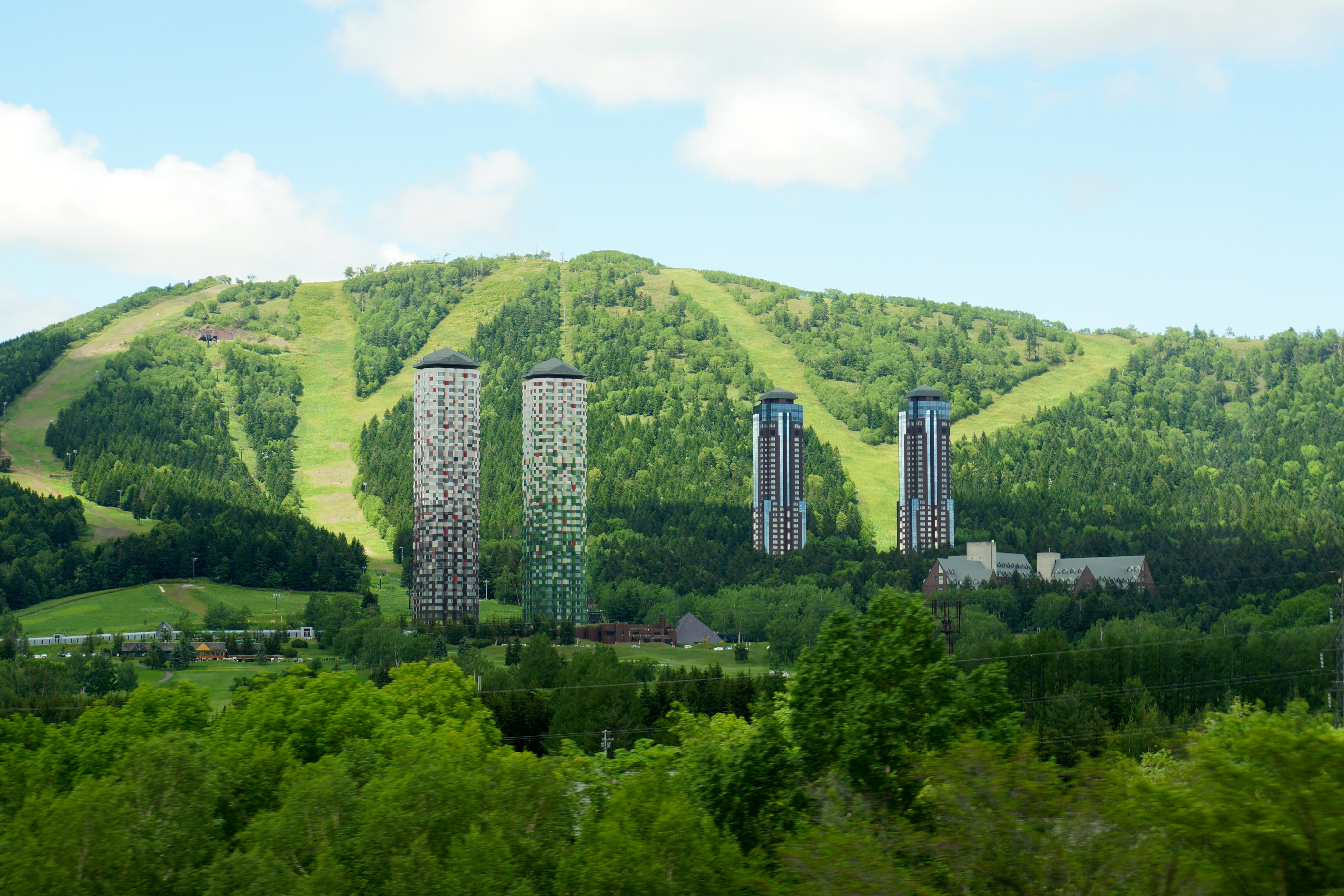
星野リゾート トマム（2014年6月）

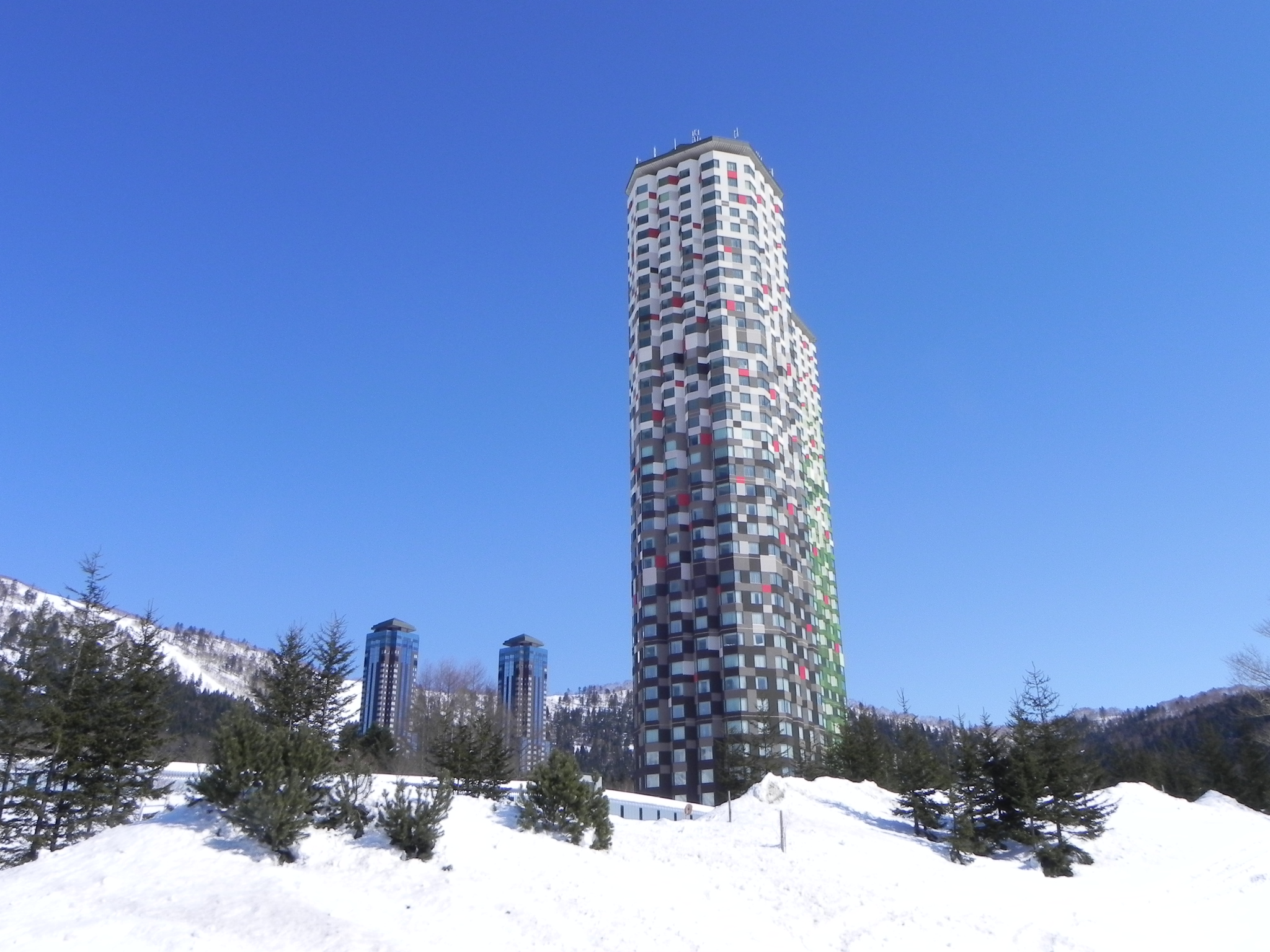
ザ・タワー（2011年2月）

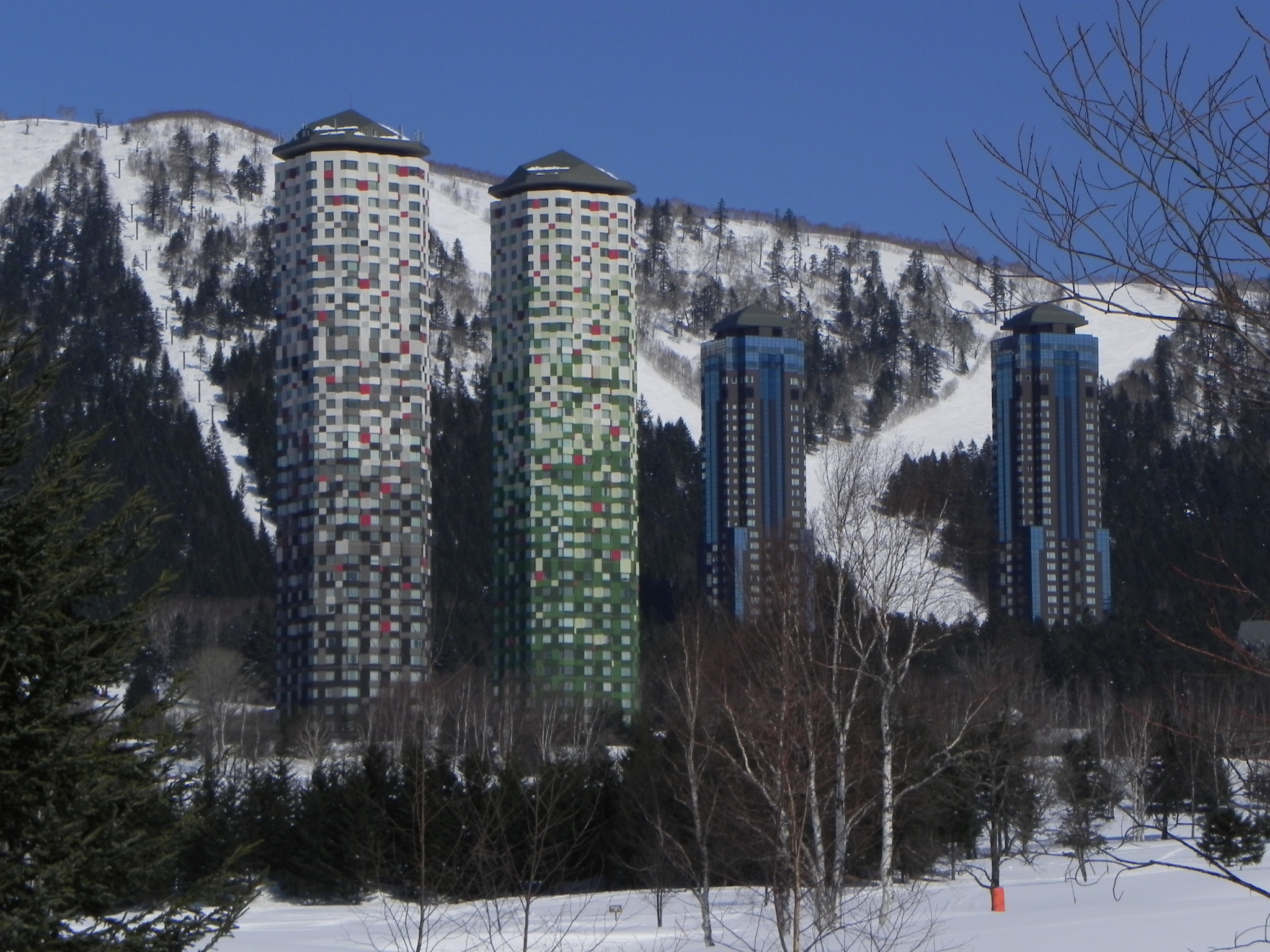
ザ・タワーとガレリア・タワースイートホテル（現在のリゾナーレ トマム）（2011年2月）

星野リゾート トマム（Hoshino Resorts Tomamu）は、北海道勇払郡占冠村にある山岳リゾート。

## 沿革

### リゾート開発の経緯からアルファ・コーポレーションの自己破産まで
過疎化が進んでいた占冠村（しむかっぷむら）の振興策として北海道開発庁がトマム山開発の必要性を提言。1981年（昭和56年）に鉄道弘済会北海道支部長が座長となって「石勝高原総合レクリエーション施設開発協議会」を結成し、第三セクター方式でのリゾート開発が決定した。民間企業には、以前からこの地域の開発に関心を持っていた「ホテルアルファ」（仙台に本拠を置く関兵精麦の子会社）が参加した。同年10月には石勝線が開通して石勝高原駅（現在のトマム駅）が開業した。1982年（昭和57年）に「シムカップ・リゾート開発公社」（出資比率は占冠村51 %、ホテルアルファ28.6 %、関兵精麦20.4 %）を設立、スキー場関係の開発を公社が行い、ホテルやレストランなどの開発をホテルアルファが行った。1983年（昭和58年）にスキー場、リゾートセンター、ホテルがオープンし、「アルファリゾート・トマム」が開業した。
1984年（昭和59年）にはアルファリゾート・トマムの新たな開発計画を策定し、宿泊施設、ゴルフ場、野球場、屋内体育館、インドアウォーターパーク、ショッピングモール、キャンプ場、国際会議場、ヘリポートなどが盛り込まれた総投資額2,000億円、総面積5,000 haにも及ぶ山岳リゾートを創造する計画であった。これらの収益源として見込まれていたのがリゾート会員権の販売であった。日本国有鉄道（国鉄）と協力して特別仕様の専用列車（アルファコンチネンタルエクスプレス）を運行させるなどアクセス向上にも努め、スキーシーズンには臨時寝台特急「北斗星トマムスキー号」も運行した。1985年（昭和60年）には分譲方式のコンドミニアム（ザ・ビレッジアルファ）が完成、1986年（昭和61年）に18ホールのゴルフ場を造成、1987年（昭和62年）と1989年（平成元年）には山岳地帯としては例のない超高層ホテル（ザ・タワーI/II）がオープンした。1990年（平成2年）までにスキー場も18コース（ゴンドラ1基、リフト10基）を有する施設に拡大した。
アルファリゾート・トマムは関兵馬がオーナーの関兵精麦が施設を所有し、次男の関光策が社長のホテルアルファが運営する体制であったが、1989年（平成元年）に関光策が別会社の「アルファ・コーポレーション」を設立し、アルファリゾート・トマム敷地内で新たな宿泊施設やレジャー施設の開発を単独で始めた。1991年（平成3年）から1992年（平成4年）にかけてホテル（ガレリア・タワースイートホテル2棟、ヴィラ・マルシェ・ホテルアビチ、ヴィラ・スポルト2棟）が次々とオープンした。
ところが、時代はすでにバブル崩壊を迎えており、資産デフレが起こる状況であった。1994年（平成6年）の暮れにアルファ・コーポレーションは長期借入金返済に関して資金難に陥り、金融機関に債権の利息支払い猶予を仰ぐ事態となった。この時すでに経営破綻しかねない財務状況であったが、関光策がホテルアルファ社長にもなっていたことから、関兵精麦が所有する施設を運営しているホテルアルファからさらにアルファ・コーポレーションへ運営委託して経営支援するなどの対策をした。1997年（平成9年）、関兵馬死去後に社長となった四男の関和治は、経営が悪化していたホテルアルファの自社所有施設の運営を加森観光子会社の「リゾートマネジメント」へ委託し、これに反対した関光策社長をホテルアルファの臨時株主総会で解任し、関和治自らが社長に就任した。さらに、この年は北海道拓殖銀行が経営破綻してアルファ・コーポレーションの資金不足に追い打ちをかけた。そして、1998年（平成10年）にアルファ・コーポレーションは負債総額1,061億円を抱えて自己破産。同時に、会員権などを販売していたアルファ・ホームも負債総額122億円を抱えて自己破産した。

### 加森観光運営から星野リゾートとの2社運営まで
1997年（平成9年）、リゾートマネジメントはアルファリゾート・トマムの運営に乗り出す。1998年（平成10年）、夏の繁忙期に「ガレリア・タワースイートホテル」を営業する以外はすべてのアルファ・コーポレーション所有施設を休業した。これらの施設はリゾート全体の4割であったが、世間にアルファリゾート・トマムが経営破綻した印象を与えてしまったため観光客離れが進んだ。一方、破産財団も施設の売却交渉に難航しており、リゾートマネジメント親会社の加森観光でさえ買収に慎重な姿勢を見せていた。そこで、アルファ・コーポレーション所有の施設を占冠村が破産財団から5億2,500万円で買い取り、加森観光へ15年間無償貸与してリゾートマネジメントが運営する方策をとった。村が施設を所有することによって購入に関わる費用と固定資産税が無くなる代わりに、加森観光が占冠村へ5億2,500万円を寄付するというのが主な内容であった。こうして占冠村所有となった施設のうち、造波プールとホテルの営業を再開し、1999年（平成11年）にはガレリア・タワースイートホテルの営業を再開した。また、同年に元運営会社のホテルアルファが負債総額42億円で破産しており、アルファ・コーポレーション関連会社すべてが倒産した。加森観光は占冠村と施設維持管理費用について負担するほかに、地元雇用の優先や地場産品の購入、経営に関する地域との対話などの条件を盛り込んだ協定を結び、雇用の確保と観光客入込数の維持に努めた。
2003年（平成15年）、関兵精麦が負債総額674億円で「民事再生法」を申請した。関兵精麦がアルファ・コーポレーションに対して約220億円の保証債務があることによって船舶貸渡事業から撤退するなどの事業再編を進めていたが、大幅な債務超過に陥っていた。2004年（平成16年）に関兵精麦はアルファリゾート・トマム所有施設を星野リゾートへ売却し、星野リゾートが設立した子会社の星野リゾート・トマムが運営をすることになった。これによりアルファリゾート・トマム施設全体の4割を加森観光が運営し、残りの6割を星野リゾートが運営する体制となってしまい、事業所やWebサイトなどではトマムリゾート（占冠村・加森観光／旧アルファ・コーポレーション）、星野リゾート・トマム（星野リゾート／旧関兵精麦）の2つを掲載せざるを得ず、アルファリゾート・トマムの名称は総称として充てられていた。このような状況を憂慮して両社で協議を行った結果、占冠村が星野リゾートへ運営委託先を変更して加森観光は2004年スキーシーズン後の撤退表明。2005年（平成17年）10月から星野リゾート・トマムによる単独運営となった。

### 星野リゾート運営
星野リゾートは各地の破たんしたリゾート施設を経営手腕で再生してきた。トマムに関しては巨大な施設を抱えているにもかかわらず冬のスキー客に頼ったビジネスモデルであり、夏との集客差により赤字が膨らんで設備投資できずに施設の老朽化が進む悪循環となっていた。そこで、従業員がゴンドラ山頂付近での作業中に見つけた雲海を活用し、2005年（平成17年）「山のテラス」という名称で試験的に開設。翌年から「雲海テラス」の名称で本格的に営業開始。新たな展望デッキを設置するなど年々見学客が増えていき、2013年（平成25年）に年間来場者数が初めて10万人を突破した。夏のトマムに目玉観光ができたことにより通年型リゾートに向けての足掛かりとなったほか、漸次ホテルのリニューアルを行い施設の老朽化にも対応している。2011年（平成23年）には施設の名称をアルファリゾート・トマムから星野リゾート トマムと改称した。
2015年（平成27年）、中国の投資会社フォースン・グループ（復星集団）傘下の「上海豫園旅游商城」（豫園商城）が、「株式会社星野リゾート・トマム」の全株式を183億円で取得することを発表した。すでにアメリカ系の投資ファンドが所有していたものが中国系に変わるということであり、運営は引き続き星野リゾートが行っている。上海豫園旅游商城と同じくフォースン・グループ傘下企業になっているクラブメッドは、2017年（平成29年）に星野リゾート トマムの遊休施設と新たな施設で構成する「クラブメッド北海道トマム」の運営を始めた。
リゾート内の施設は約6割を星野リゾート・トマム（復星集団が全株式所有）、残りの約4割は占冠村が所有しているが、占冠村は2008年（平成20年）に交わした合意書に基づく村有施設の土地・建物の買取履行を求めて札幌地方裁判所に調停を申し立てていたが、2017年（平成29年）に3段階の買取を内容とする調停が成立した。

### 年表
- 1982年（昭和57年）：「シムカップ・リゾート開発公社」設立。
- 1983年（昭和58年）：トマムスキー場、リゾートセンター、ホテルアルファ トマムが完成し[2][3]、「アルファリゾート・トマム」開業。
- 1985年（昭和60年）：コンドミニアムの「ザ・ヴィレッジアルファ」オープン[1]。
- 1986年（昭和61年）：ゴルフ場、テニスコートオープン[1]。
- 1987年（昭和62年）：「ザ・タワーI」完成[2][18]。
- 1988年（昭和63年）：「水の教会」完成。
- 1989年（平成元年）：「アルファ・コーポレーション」設立。「総合保養地域整備法」（リゾート法）適用。第2回『北海道赤レンガ建築賞』受賞[19]。「ザ・タワーII」、「レストランモール」（現在のフォーレスタ・モール）オープン[2][20]。
- 1991年（平成03年）：「ガレリア・タワースイートホテル・サウス」、「ヴィラ・スポルトI」、「VIZスパハウス」オープン[2][1]。
- 1992年（平成04年）：「ガレリア・タワースイートホテル・ノース」、「ヴィラ・マルシェ・ホテル・アビチ」、「ヴィラ・スポルトII」、「オスカー・スイートホテル」オープン[1]。
- 1997年（平成09年）：加森観光の子会社「リゾートマネジメント」がアルファリゾート・トマムの運営開始。
- 1998年（平成10年）：ガレリア・タワースイートホテルの夏季営業を除くアルファ・コーポレーション所有施設の営業休止[1]。アルファ・コーポレーションが自己破産。施設は占冠村が買収して加森観光に無償貸与。「アイスヴィレッジ」オープン[2]。VIZスパハウス、ヴィラ・スポルトI・IIの営業再開[1]。
- 1999年（平成11年）：ガレリア・タワースイートホテルの営業再開[1][5]。
- 2003年（平成15年）：関兵精麦が「民事再生法」申請。
- 2004年（平成16年）：星野リゾートが関兵精麦所有分の施設を買収して運営開始。
- 2005年（平成17年）：加森観光が占冠村所有部分の運営受託契約を解消、星野リゾートによる全面的な運営開始[2]。「木林の湯」オープン[21]。
- 2006年（平成18年）：「雲海テラス」オープン[2]。
- 2009年（平成21年）：第5回『日本・太平洋諸島フォーラム首脳会議』（太平洋・島サミット）開催[22][23]。
- 2010年（平成22年）：「ビュッフェダイニング hal」（ハル）オープン[2]。
- 2011年（平成23年）：アルファリゾート・トマムを「星野リゾート トマム」と名称変更[2]。
- 2012年（平成24年）：VIZスパハウスを「ミナミナビーチ」と名称変更[2]。ガレリア・タワースイートホテルを「リゾナーレトマム」とリブランド[2]。
- 2013年（平成25年）：ゲレンデのリニューアル開始[24]。
- 2015年（平成27年）：エクステラの国内大会『2015 XTERRAジャパン・チャンピオンシップ』開催[25]。上海豫園旅游商城（復星集団）が「株式星野リゾート ・トマム」の全株式取得[12][26][27]。
- 2016年（平成28年）：ゴルフ場営業終了。
- 2017年（平成29年）：株式会社星野リゾート・トマムと占冠村による村有施設の買取調停成立。「クラブメッド北海道トマム」オープン[28][29]。「ホタルストリート」オープン[30][31]。インフォメーションセンター閉鎖。
- 2024年（令和6年）：中国の民営投資会社、復星国際が星野リゾート トマムの株式を東京都内の企業「YCH16」に売却すると発表。売却額は約408億円[32][33]。

## 施設

### ザ・タワーI・II
エリア中心に位置しているツインタワーのホテル。リゾート開発の第1期計画として、1987年（昭和62年）12月に「ザ・タワーI」、1989年（平成元年）12月に「ザ・タワーII」がオープンし、2008年（平成20年）に施設外観がクライン・ダイサム・アーキテクツによってリニューアルされ、夏と冬をイメージしたデザインとなった。
- 客室
  - スタンダードツインルーム
  - ファミリーツインルーム
  - スタンダードフォースルーム
  - ファミリーフォースルーム
  - ままらくだフォースルーム
  - ままらくだベビーズルーム
- レストラン
  - レストラン ミカク（旧三角）
  - Café Lounge yukku yukku（旧アザリア）
- 付帯施設
  - ウェルカムコート
  - ショップ
  - スキー・ボードレンタル（冬季のみ）
  - キッズルーム
  - マッサージ
    - ラ・セレヴィス
    - タイマッサージ常世
    - リラクゼーションサロン しむかっぷ

### フォーレスタ・モール（どさんこ名店街）
1989年（平成元年）12月にオープンした「ザ・タワー」とスカイウォーク（ガラス張りの通路）で繋がっているレストラン街。サマーシーズンとウィンターシーズンで一部店舗の入れ替えがある（営業時間も各店舗により異なる）。
- 個室イタリアン BRAVO!!!
- 伸太
- 旅々らっきょ
- 麺や雅 トマム店
- 北海道バル
- カネマル後藤商店
- 櫻 –SAKURA-
- 北海道工房
- ベジタブルバンディット
- 村そば

### リゾナーレ トマム
1フロア4室のみで全室スイートルームのツインタワーホテル。リゾート開発の第2期計画として、1991年（平成2年）12月に「ガレリア・タワースイートホテル・サウス」、1992年（平成3年）12月に「ガレリア・タワースイートホテル・ノース」としてオープンした。2013年（平成25年）から「ザ・ヴィレッジアルファ」にある「森のレストラン ニニヌプリ」とはサウス棟に設置したトンネルウォークで接続している。
- 客室
  - 3世代ルーム
  - スイートツインルーム
  - スイートフォースルーム
  - ままらくだスイートルーム
  - ペットルーム
- レストラン
  - プラチナム
  - 北海道シーマーケット（旧桃里）
  - アルケッチァーノ（旧ラ・ルミエール）
  - 椿サロン
- 付帯施設
  - Books&Café
  - ウェルカムコート
  - ショップ
  - スキー・スノーボードレンタル（期間限定）
  - キッズスペース
  - マッサージ
    - エトク
    - ルタン

### ホテルアルファトマム
アルファリゾート・トマム内宿泊施設として最初に1983年（昭和58年）12月にオープンしたホテル。当初はホテルオークラ系列としてリゾート内で一般利用可能な唯一のホテルであり、「カメリア」「やま里」「メイフェア」はホテルオークラの同名の施設に由来する。現在はレストランと、結婚式限定の控室・披露宴用ホール・2次会用バー・美容室のみ使用。星野リゾート運営後はザ・タワーとチューブウォークで接続している。設計・建築には観光企画設計社が携わり、ホテルオークラおよび同社が設計した「ホテルアルファ・サッポロ」（現在のホテルオークラ札幌）などのアルファコートシリーズと同様のコンセプト・意匠が認められる。また、ホテル南側（機械室の階上、宿泊棟とロビー棟ショップの間の空間）にはプールを建造する予定であったが実現せず、現在は工事準備の跡が残っている。
- レストラン
  - ビュッフェダイニング hal -ハル-（旧ティーラウンジ四季+カメリアコーナー）
  - プライベートダイニング カント・ミナ
  - バー「ラ・ルージュ」
  - バンケットホール「メイフェア」
- 付帯施設
  - 更衣室・美容室BIBI（旧やま里）

### 水の教会
安藤忠雄設計の教会。

### ザ・ヴィレッジアルファA・B・C棟
リゾート開発第1期計画の比較的早期である、1985年（昭和60年）12月に「ザ・ヴィレッジ・アルファ I」としてオープンした全室ロフト構造のコンドミニアム。第28回『BCS賞』（1987年）受賞。「ザ・ヴィレッジ・アルファII」も建造する予定であったが、予定地には「ガレリア・タワースイートホテル」（現在のリゾナーレ トマム）を建造している。すでに会員権の新規発行は取りやめており（他の施設も同様）、現在では不動産会社によって分譲されているほか、占冠村が体験滞在として数部屋提供している。「レストラン樹海」（現在の森のレストラン ニニヌプリ）と一体的に設計され、「ザ・タワー」や「フォーレスタ・モール」とスカイウォークで接続している。ホテルアルファトマム同様、観光企画設計社の設計・建築。
- レストラン
  - 森のレストラン ニニヌプリ（和洋ビュッフェ。旧レストラン樹海）
- 付帯施設
  - ショップ

### クラブメッド北海道トマム
2017年（平成29年）12月にオープンしたクラブメッド運営の施設。「YUBARI棟」は、当初はリゾート開発の第2期計画として1991年（平成2年）12月に「ヴィラ・スポルトI」、1992年（平成3年）12月に「ヴィラ・スポルトII」がオープンしたスポーツを目的とした施設を改装したものである。当時の「ヴィラ・スポルト」はスポルトIがはザ・タワーおよびホテルアルファトマムと同様の煉瓦色、スポルトIIがアビチ接続を想定しクリーム色になっていて、レストラン（アプリコ）とカフェ（モンドール）があった。当初は会員専用で使用し、後に合宿・セミナーなど団体向けに使用していた。近年は冬季のみ営業し、スポルトIIは海外からの団体客向けに使用していた。オスカーを介して「VIZスパハウス」（現在のミナミナビーチ）と接続予定であったが実現しなかった。2013年（平成25年）の西寮閉鎖に伴ってホテルをクローズし、従業員寮として使用していた。
「HIDAKA棟」は、同じく第2期計画の中心プロジェクト「ヴィラ・マルシェ」の第1弾として、1992年（平成4年）12月にオープンした宿泊施設「ヴィラ・マルシェ・ホテル・アビチ」を改装したものである。2012年（平成24年）には「マウンテンハウス」としてロビー部分をリニューアルし、冬山デスク・託児所・レンタル・スクール受付などを設置して一部再開したが、翌年から再び閉鎖していた。なお、『アイスヴィレッジ』は2011年（平成23年）までアビチ前の中央広場予定地で開催していた。

### オスカー・スイートホテル（閉鎖中）
ヴィラ・スポルトの西側にある宿泊施設の中では最も新しいホテル。アビチ接続を想定した意匠で建築され1992年（平成4年）12月に低層棟がオープン。第2期計画を担当したKSLW社（Killingsworth, Stricker, Lindgren, Wilson and Associates）のマスタープランでは、スポルトおよびアビチの山側には煉瓦色の意匠の中高層棟も計画されていた。当初は会員専用で使用し、一時は一般客も宿泊できた。2013年（平成25年）頃まではミュージックキャンプ、合宿・セミナーなど団体客向けに使用していたが、以降は閉鎖し、倉庫および地下1階のみを除雪車車庫として使用。「ヴィラ・スポルトI」や「VIZスパハウス」（現在のミナミナビーチ）に接続予定で前者への準備工事もなされているが実現しなかった。

### ミナミナビーチ・木林の湯
ミナミナビーチのウェイブプールは、日本国内最大級となる30 m×80 mの造波プール。1年を通して子どもから大人まで楽しむことのできるイベントやアクティビティを用意している。KSLW社と大林組が設計・建築を担当し1991年（平成3年）12月にオープンした。2006年（平成18年）12月にロゴプールを改装した日帰り入浴施設「木林の湯」を開設した。当初はロゴプールから森側にアウトドアラッププールおよびコテージ群を建造予定であったが実現しなかった。2004年（平成16年）にレジオネラ菌が発生して肺炎を起こした利用者がいたほか、2012年（平成24年）には当時5歳の男児が水死する事故が発生し、いずれも営業を一時中止した。

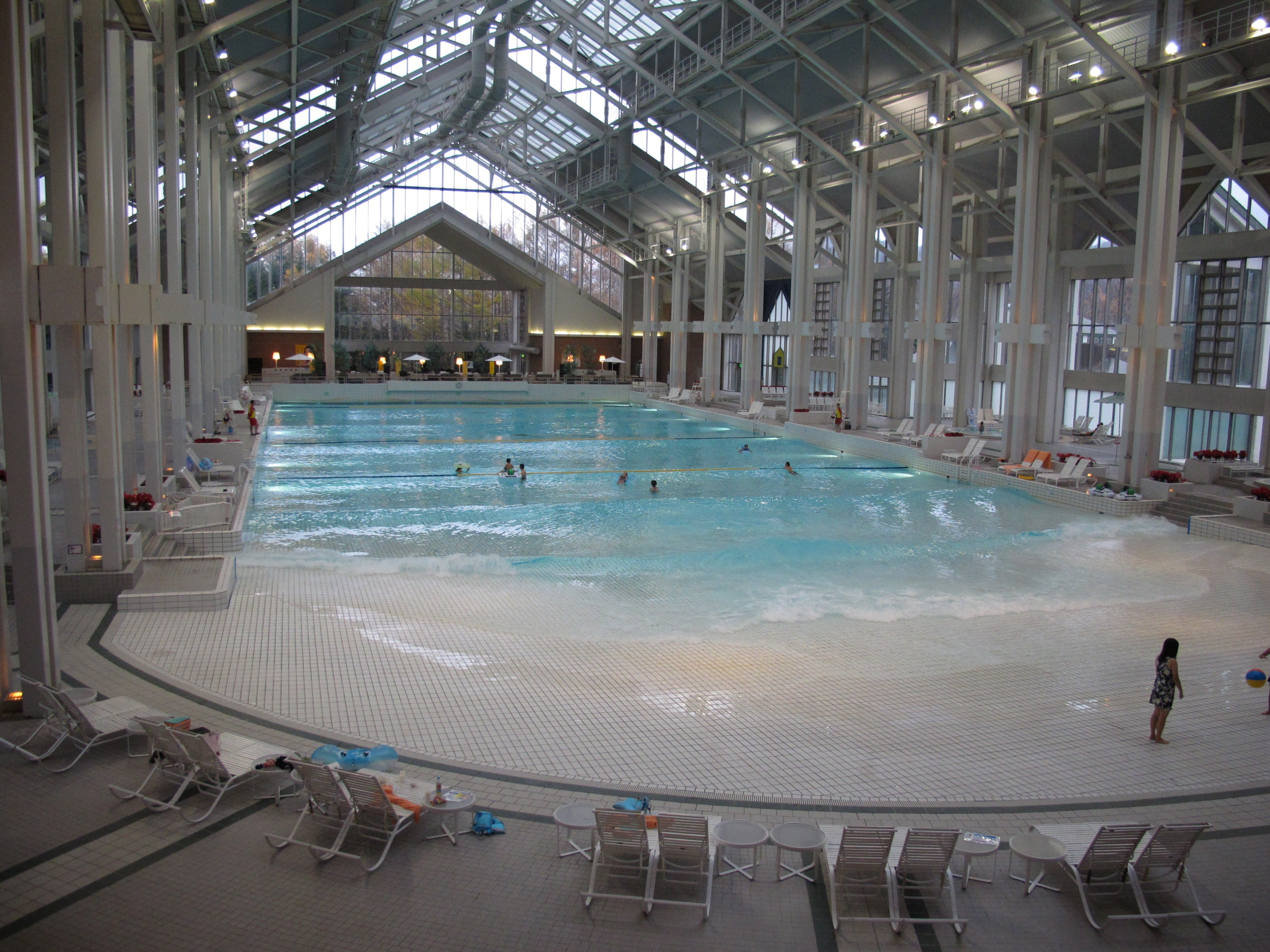
ミナミナビーチ
- ウェイブプール
- こどもプール（水深30 cm）
- ミナミナビーチショップ
- ビーチサイドカフェ
- ファームデザインズ

木林の湯
- 大浴場
- アロマリラクゼーションルーム

### インフォメーションセンター（閉鎖）
- トマムトラベルセンター（みどりの窓口[注 2]）（2015年（平成27年）9月30日を以て閉鎖）
- ロッカールーム・売店

レストラン
- トマム食堂

### 星野リゾート トマム スキー場
「星野リゾート トマム スキー場」は全29コース（上級4コース・中級14コース・初級10コース・初心1コース）あり、総滑走距離は約21.5 kmある。スロープスタイルは北海道内唯一となるレベル別レーンを設置している。託児と雪遊びを組み合わせたプログラム「GAO託児&雪遊び」、初心・初級者向けの入門フィールド「ニポタウン」があるほか、上級者向けの「上級者限定解放エリア」（滑走には受付での手続きが必要）、CAT（雪上車）で近郊の雪山へアクセスしてパウダースノーの楽しむ「CATツアー」や「バックカントリーツアー」もある。ストーリ型ファミリーゲレンデ「アドベンチャーマウンテン」は夏季も営業している。旭川市～富良野市～占冠村と続く北海道パウダーベルトの最南部に位置する。

#### コース
- 初心
  - ハローニポコース
- 初級
  - プラチナベル
  - シルバーベル
  - クネクネフォレスト
  - ビギナースチョイス
  - ロードトゥゴンドラ
  - サンシャイン
  - 森の迷路
  - ニポの抜け道
  - フェアリーウッズ
  - パインロード
- 中級
  - ドラゴンリッジ
  - ショートストーリー
  - シルキーウェイ
  - パノラマリッジ
  - アスペンバーン
  - ナスターコース
  - エキシビジョン
  - ハイウェイコースター
  - ジェミニ
  - ヴィーナス
  - ムーンシャイン
  - フリーウェイ
  - ナチュラルテレイン
  - バードウォッチャー（アカゲラの森）
- 上級
  - グローリー
  - ノーグラビティ
  - ノーススター
  - グランプリZ
- クロスカントリーコース

レストラン・カフェ
- てんぼうかふぇ（霧氷テラス）
- Mt.cafe RAP

#### リフト
- 雲海ゴンドラ（定員4名）
- トマムエキスプレス（定員4名）
- ニポチェア（定員2名）
- パウダーエキスプレス（定員4名）
- ロマンスチェア（定員2名）
- タワーエキスプレス（定員4名）

### ホタルストリート
2017年（平成29年）オープン。ゲレンデ中腹に位置し、店舗間をウッドデッキで繋いだ全長約160 mの施設であり、日本国内初となるスキーインスキーアウトができるほか、スキーやスノーボードをしなくてもホテルから屋根付きの通路で利用することができる。名称は、かつてトマムにホタルが群生していたことから、観光資源として原風景を少しずつ蘇らせていきたいという考えに由来して名づけた。全体施設設計は児島デザイン、D棟「ゆきの」E棟「つきの」の内装はスキーマ建築計画が担当した。
- つきの
- ゆきの
- AFURI
- Eni
- GARAKU
- アルテッツァ・トマム
- カマロ・ステーキダイナー
- グリーンパッケージ
- フルマークス トマム

### 雲海テラス

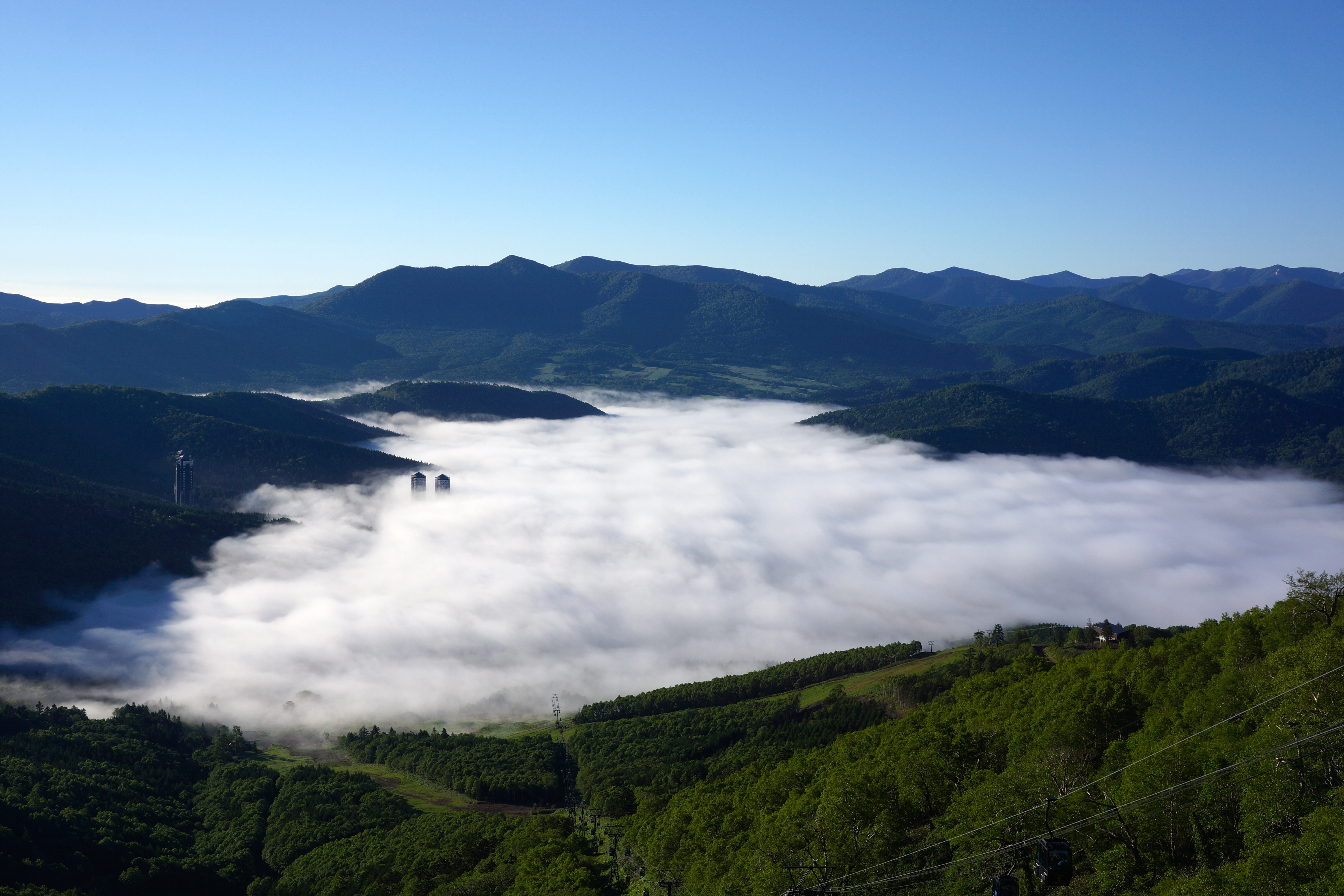
雲海テラスから見た星野リゾートトマム

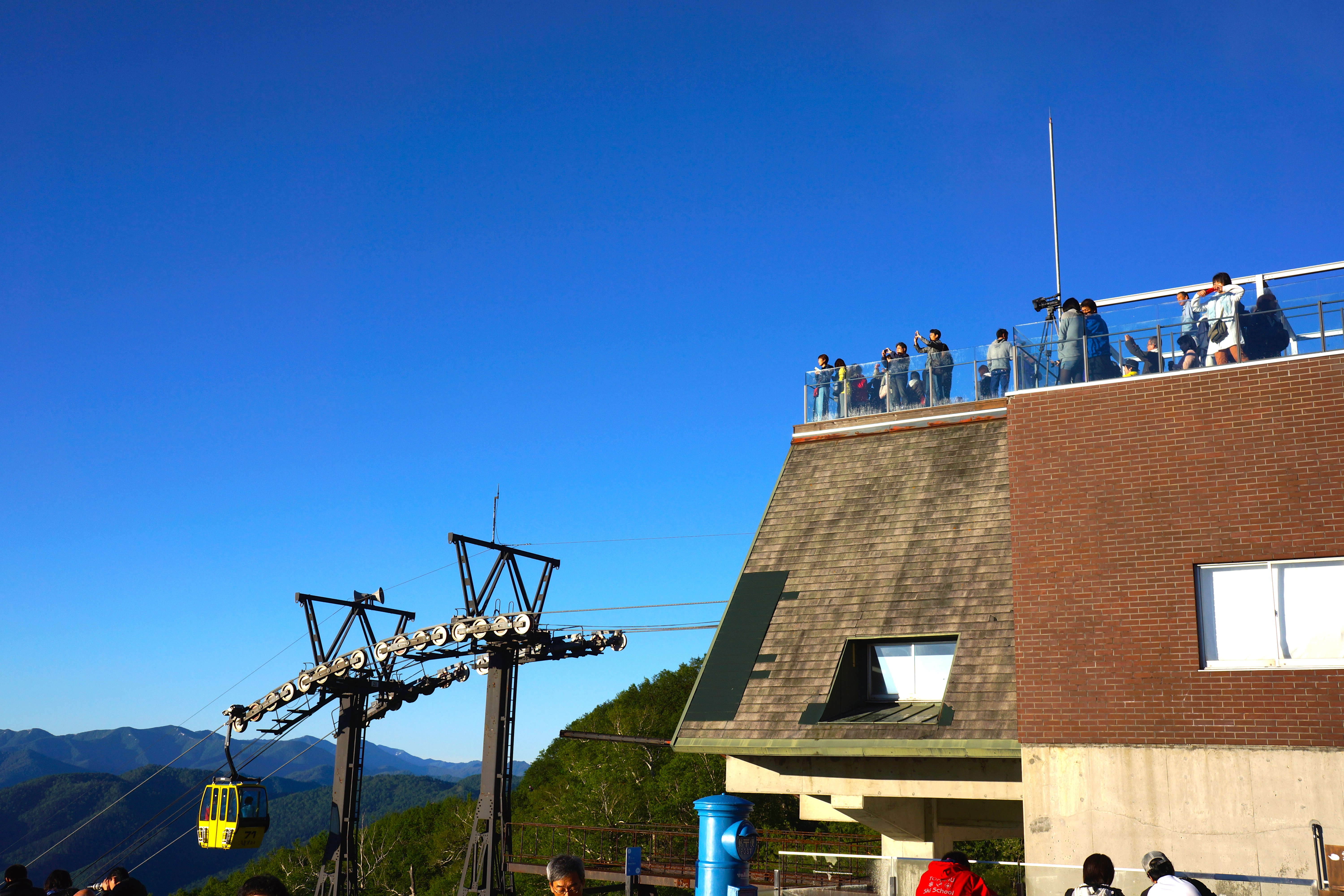
雲海テラス

夏季の早朝に発生する雲海を見物するテラス。3種類の雲海があり、北海道東部沖で発生した海霧が南東の風によって十勝平野を覆い、日高山脈を超えた場合に見ることのできる太平洋産雲海、熱が上空へ逃げて冷やされた空気が盆地状地形の底に溜まった場合（放射冷却の場合）に見ることのできるトマム産雲海、天候が悪い時や悪くなる時に見ることのできる悪天候型雲海がある。2010年（平成22年）から雲海テラスと麓に観測タワーを設置し、北海道大学が雲海の発生する気象条件を含めた山岳気象観測を行っている。雲海テラスでは雲海を見ることだけではなく、雲海ヨガや雲海トレッキング、トマム山登山を楽しむことができる。また、カフェ（てんぼうかふぇ）や雲のゆうびん屋さんがあり、ポストカードを世界中に無料で送ることのできる雲海ポストもある。なお、冬季の日中は霧氷を見物する霧氷テラスとなる。
- 港デッキ（2006年開設、2008年拡張）[10]
- 灯台デッキ（2013年開設）[10]
- スカイウェッジ（旧称舳先デッキ）（2014年開設）[10]
- Cloud Walk（2015年開設）[10]
- Cloud Pool（2017年開設）[55]
- Contour Bench（2017年開設）[55]

### アイスヴィレッジ
冬に現れる氷の街。期間中はイベントを開催している。
- 氷の教会
- 氷のホテル
- バー アイスウッド
- 氷のスイーツカフェ
- 北国雑貨コーナー
- 氷のドレス
- 雪氷のアトリエ
- 氷の滑り台
- アイスリンク

## アクティビティ

### GAOアウトドアセンター
2016年でクローズとなった「星野リゾート トマム ゴルフコース」の旧スタートハウス。アウトドアセンター横にはレストラン「グリーンキッチン トマムキャンプ」がある。

### 夏季
- 体験乗馬
- サファリドライブツアー
- サファリカートツアー
- カートドライブ
- グラウンド・ゴルフ
- テニス
- レンタサイクル
  - マウンテンバイク
  - 電動アシスト自転車
  - ストライダー
- フィッシングポンド
- 熱気球体験フライト
- ツリーイング
- ラフティング

### 冬季
- スノーモービル
- バナナボート
- スノーラフティング
- スレッジキャビン
- そり
- スノーシュー
- クロスカントリースキー
- スノートランピング
- スノーモービル
- カーリング
- 雪上車ツアー
- バックカントリーツアー

## アルファリゾート・トマム開発で計画されていた施設
- 野球場（2面）・フィールドアスレチック - 国鉄石勝高原駅（現在のトマム駅）南西側
- サイクリング・川下り基地 - インフォメーションセンター西側
- キャンプ場 - 国鉄石勝高原駅（現在のトマム駅）南側
- 養魚場・釣堀 - 占冠ヘリポート南側
- サッカー場 - 占冠ヘリポート東側、現在のロッジアスペン付近
- ゲートボールヤード - 後の西寮
- 乗馬クラブ - 後の西寮東側
- ヴィラ・マルシェ - 第2期計画の中心。イタリア・シエーナにある市場をコンセプトに、アビチ前を中央広場としつつ、1階をティーラウンジ（カフェ・アビチ）やレストラン・ショッピングモール、2階以上をホテルとし、「VIZスパハウス」（現・ミナミナビーチ）・ヴィラスポルト・オスカー・スイートホテルと接続して大規模展開する予定であった。西地区にレストランや売店が少なくスカイウォークが未整備であるのは、計画が頓挫したことによる。現在のクラブメッド北海道・トマムと同位置ではあるが、現在の意匠は当初計画とは異なるものである。
- オスカ－・スイートホテル - ヴィラ・マルシェに次ぐ第2期計画の中心。第2期計画で計11棟の中高層ホテル・コンドミニアム群に変更し、リゾートセンターやリフト（現・パウダーエキスプレス）とスカイウォークで接続予定であった。
- ショッピングモール・駐車場 - 後にゴルフコースに変更
- サウナ・プール - 後にゴルフコースに変更。当初予定していた建造物は、VIZスパハウス（現在のミナミナビーチ）として西地区に配置
- ホテルアルファトマムの併設プール - 機械室屋上の準備工事のみであったが、完成して間もなく拡張計画は中止となっている。
- 屋外劇場・人造湖 - 同地区もゴルフコースに変更。当初予定していた建造物は「水の劇場」として、水の教会に隣接した地区（現在のリゾートセンター付近）に移して設計されたが建設には至らなかった。当時の建築雑誌には設計図・完成予想図・模型が掲載されている[57]。9番リフト乗場付近に人工池と用地が残る。
- 国際会議場 - ホテルアルファ トマムとザ・タワー2の中間。当時の建築雑誌には模型が掲載されている。現在のチューブウォーク付近
- ヴィレッジアルファII - 現在のリゾナーレ トマム付近
- プライベート空港・大学（詳細な場所は未確定）
- スキー場拡張 - 三角沢（南斜面＝トマム駅からスキー場に向かって左側の札幌寄り）に大規模にスキーコースを拡張する計画で、1992年オープンの予定であった。コース・リフト用に山の斜面が切り開かれているが、未完成のまま中止となった（2018年現在でも航空写真で確認できる）。一時期オフピステツアー（山スキー）が開催されていたが、現在の「上級者限定解放エリア」ではエリア外となっている。また、リゾートセンター寄りの第1ペアリフト、ラビットレーン・クリスマスツリーは貸切コースでの利用を経て、2012年冬シーズンを最後に閉鎖した。
- 南富良野町金の沢地区、占冠村上トマム・奥トマム地区開発 - アルファ・コーポレーションがシムカップ・リゾート開発公社と共同し、2,300ヘクタールの敷地に81ホールのゴルフ場とスキー場を建設する計画であったが[1]、自然保護の観点から地域住民が反対するなど、計画が頓挫した[1]。
- パルコ・ステラ（PARCO STELLA、迷路公園） - ストゥーディオ ステラ一級建築士事務所設計[58]。現在のアイスヴィレッジ付近。
- スーパースライダー・果樹園 - 現在のアドベンチャーマウンテン付近
- 森林公園野鳥の森 - 敷地東側

## アクセス
北海道旅客鉄道（JR北海道）トマム駅から送迎バスで「ザ・タワー」まで約5分、「リゾナーレトマム」まで約10分、道東自動車道トマムICから車で「星野リゾート トマム」まで約5分となっている。また、北海道内各地から「星野リゾート トマム」発着のバスライナーを運行している。
- 帯広から高速道路利用で約60分
- 富良野から国道38号・北海道道1117号落合停車場線利用で約90分
- 新千歳空港から高速道路利用で約100分
- 札幌から高速道路利用で約120分
- 旭川から国道237号・国道38号・北海道道1117号落合停車場線利用で約180分